# Плавання на літніх Олімпійських іграх 2020 — 400 метрів вільним стилем (чоловіки)
Змагання з плавання на 400 метрів вільним стилем серед чоловіків на літніх Олімпійських іграх 2020 відбулися 24 — 25 липня 2021 року в Олімпійському центрі водних видів спорту. Це буде двадцять сьома поспіль поява цієї дисципліни на Олімпійських іграх. Її проводили на кожній Олімпіаді починаючи з 1904 року.

## Рекорди
Перед цими змаганнями чинні світовий і олімпійський рекорди були такими:
| Світовий рекорд     | Пауль Бідерманн (GER) | 3:40.07 | Рим, Італія             | 26 липня 2009 | [ 2 ] |
| Олімпійський рекорд | Сунь Ян (CHN)         | 3:40.14 | Лондон, Велика Британія | 28 липня 2012 | [ 3 ] |

## Кваліфікація
Олімпійський кваліфікаційний норматив для цієї дисципліни становить 3 хвилини 46,78 секунди. За цим нормативом від кожного Національного олімпійського комітету (NOC) можуть автоматично кваліфікуватися щонайбільше два плавці, виконавши його на затверджених кваліфікаційних змаганнях. Норматив олімпійського відбору становить 3 хвилини 53,58 секунди. За цим нормативом від кожного НОК може кваліфікуватися щонайбільше один плавець, що посідає досить високе місце у світовому рейтингу, поки не буде вичерпано квоту для всіх плавальних дисциплін. НОК, що ще не має плавця в жодній дисципліні, може скористатися зі свого права на універсальну квоту.

## Формат змагань
Змагання складаються з двох раундів: попередні запливи та фінал. Плавці, що показали 8 найкращих результатів у попередніх запливах, виходять до фіналу. У тому разі, коли на останнє місце потрапляння до фіналу претендують два чи більше плавця з однаковим часом, передбачено перепливання.

## Розклад
Змагання тривають два дні, кожний раунд наступного дня.
Вказано японський стандартний час (UTC + 9)
| Дата     | Час   | Раунд             |
| -------- | ----- | ----------------- |
| 24 липня | 19:38 | Попередні запливи |
| 25 липня | 10:52 | Фінал             |

## Результати

### Попередні запливи
Плавці, що показали 8 найкращих результатів незалежно від запливу, виходять до фіналу.

### Запливи
| Місце | Заплив | Доріжка | Ім'я                 | Країна                           | Час     | Примітки |
| ----- | ------ | ------- | -------------------- | -------------------------------- | ------- | -------- |
| 1     | 4      | 2       | Геннінґ Мюлайтнер    | Німеччина (GER)                  | 3:43.67 | Q        |
| 2     | 4      | 3       | Фелікс Аубек         | Австрія (AUT)                    | 3:43.91 | Q        |
| 3     | 4      | 4       | Габріеле Детті       | Італія (ITA)                     | 3:44.67 | Q        |
| 4     | 5      | 4       | Елайджа Віннінґтон   | Австралія (AUS)                  | 3:45.20 | Q        |
| 5     | 5      | 5       | Джек Маклафлін       | Австралія (AUS)                  | 3:45.20 | Q        |
| 6     | 5      | 2       | Кіаран Сміт          | США (USA)                        | 3:45.25 | Q        |
| 7     | 5      | 1       | Джейк Мітчелл        | США (USA)                        | 3:45.38 | Q        |
| 8     | 4      | 8       | Ахмед Аюб Хафнауї    | Туніс (TUN)                      | 3:45.68 | Q        |
| 9     | 3      | 5       | Антоніо Дьякович     | Швейцарія (SUI)                  | 3:45.82 | NR       |
| 10    | 5      | 6       | Марко Де Тулліо      | Італія (ITA)                     | 3:45.85 |          |
| 11    | 4      | 7       | Гільєрме Коста       | Бразилія (BRA)                   | 3:45.99 |          |
| 12    | 4      | 6       | Лукас Мертенс        | Німеччина (GER)                  | 3:46.30 |          |
| 13    | 4      | 5       | Данас Рапшис         | Литва (LTU)                      | 3:46.32 |          |
| 14    | 3      | 7       | Марван Ель-Камаш     | Єгипет (EGY)                     | 3:46.94 |          |
| 15    | 3      | 1       | Крегор Зірк          | Естонія (EST)                    | 3:47.05 |          |
| 16    | 2      | 4       | Альфонсо Местре      | Венесуела (VEN)                  | 3:47.14 |          |
| 17    | 3      | 4       | Олександр Єгоров     | Олімпійський комітет Росії (ROC) | 3:47.71 |          |
| 18    | 5      | 8       | Габор Зомборі        | Угорщина (HUN)                   | 3:47.99 |          |
| 19    | 5      | 7       | Цзі Сіньцзє          | Китай (CHN)                      | 3:48.27 |          |
| 20    | 4      | 1       | Кіран Берд           | Велика Британія (GBR)            | 3:48.55 |          |
| 21    | 3      | 3       | Генрік Крістіансен   | Норвегія (NOR)                   | 3:48.88 |          |
| 22    | 5      | 3       | Мартин Малютін       | Олімпійський комітет Росії (ROC) | 3:49.49 |          |
| 23    | 3      | 2       | Зак Рід              | Нова Зеландія (NZL)              | 3:49.85 |          |
| 24    | 2      | 3       | Мартін Бау           | Словенія (SLO)                   | 3:52.56 |          |
| 25    | 2      | 2       | Хоакін Варгас        | Перу (PER)                       | 3:52.94 |          |
| 26    | 3      | 8       | Лі Хо Чун            | Південна Корея (KOR)             | 3:53.23 |          |
| 27    | 1      | 5       | Едуардо Сістернас    | Чилі (CHI)                       | 3:54.10 |          |
| 28    | 3      | 6       | Давід Обрі           | Франція (FRA)                    | 3:55.01 |          |
| 29    | 2      | 6       | Афлах Фадлан Правіра | Індонезія (INA)                  | 3:55.08 |          |
| 30    | 2      | 7       | Веслі Робертс        | Острови Кука (COK)               | 3:55.65 |          |
| 31    | 1      | 4       | Ігор Моньє           | Мозамбік (MOZ)                   | 3:56.56 |          |
| 32    | 1      | 3       | Іраклій Ревішвілі    | Грузія (GEO)                     | 3:57.49 |          |
| 33    | 2      | 5       | Велсон Сім           | Малайзія (MAS)                   | 3:58.25 |          |
| 34    | 2      | 8       | Алекс Соберс         | Барбадос (BAR)                   | 3:59.14 |          |
| 35    | 2      | 1       | Джеймс Фрімен        | Ботсвана (BOT)                   | 4:03.10 |          |
| 36    | 1      | 6       | Філіп Деркоскі       | Північна Македонія (MKD)         | 4:03.34 |          |

### Фінал
| Місце | Доріжка | Ім'я               | Країна          | Час     | Примітки |
| ----- | ------- | ------------------ | --------------- | ------- | -------- |
| 1     | 8       | Аюб Хафнауї        | Туніс (TUN)     | 3:43.36 |          |
| 2     | 2       | Джек Маклафлін     | Австралія (AUS) | 3:43.52 |          |
| 3     | 7       | Кіаран Сміт        | США (USA)       | 3:43.94 |          |
| 4     | 4       | Геннінґ Мюлайтнер  | Німеччина (GER) | 3:44.07 |          |
| 4     | 5       | Фелікс Аубек       | Австрія (AUT)   | 3:44.07 |          |
| 6     | 3       | Габріеле Детті     | Італія (ITA)    | 3:44.88 |          |
| 7     | 6       | Елайджа Віннінґтон | Австралія (AUS) | 3:45.20 |          |
| 8     | 1       | Джейк Мітчелл      | США (USA)       | 3:45.39 |          |